# روجر توماس (لاعب كرة قدم أمريكية)
روجر توماس (بالإنجليزية: Roger Thomas)‏ هو مدرب رياضي أمريكي، ولد في 19 أغسطس 1947 في شيكاغو في الولايات المتحدة.